# Kanton Biel
Der Kanton Biel (französisch Canton de Bienne) war ein Kanton der Ersten Französischen Republik und des Ersten Kaiserreichs auf dem Gebiet des heutigen Kantons Bern in der Schweiz.

## Département Mont-Terrible
Er entstand am 19. November 1797, als die formell noch nicht annektierte südliche Hälfte des ehemaligen Fürstbistums Basel dem im Jahr 1793 geschaffenen Département Mont-Terrible zugeteilt wurde. Der Kanton umfasste die Herrschaft Orvin und einen Teil der Herrschaft Erguel. Am 17. Februar 1798 schloss sich auch die Stadt Biel an, womit der Kanton aus folgenden 13 Gemeinden bestand:
| - Biel/Bienne (Hauptort) - Bözingen/Boujean - Evilard/Leubringen - La Heutte - Meinisberg/Montmenil - Orvin - Péry | - Plagne - Pieterlen/Perles - Reiben - Romont - Vauffelin - Vingelz/Vigneules |

Laut einem Rundschreiben des Innenministeriums vom 7. Frimaire des Jahres VI (27. November 1797) zählte der Kanton Biel 5068 Einwohner, von denen 1313 wahlberechtigt waren.

## Département Haut-Rhin
Gemäss dem Gesetz vom 28. Pluviôse des Jahres VIII (17. Februar 1800) wurde der Kanton La Neuveville aufgehoben und mit dem Kanton Biel vereinigt. Der vergrösserte Kanton gehörte neu zum Arrondissement Delsberg im Département Haut-Rhin und umfasste 18 Gemeinden:
| - Biel/Bienne (Hauptort) - Bözingen/Boujean - Diesse - Evilard/Leubringen - La Heutte - Lamboing - La Neuveville - Meinisberg/Montmenil - Nods | - Orvin - Péry - Plagne - Pieterlen/Perles - Prêles - Reiben - Romont - Vauffelin - Vingelz/Vigneules |

Ausgehend von den Zahlen des Rundschreibens von 1797 zählte der Kanton Biel 7751 Einwohner, davon 1857 Wahlberechtigte. Durch Beschluss des Wiener Kongresses vom 20. März 1815 wurde das Territorium dem Kanton Bern zugeschlagen.